# Saltos ornamentais no Campeonato Mundial de Esportes Aquáticos de 2019 - Plataforma 10 m individual feminino
A prova da plataforma 10 m individual feminino dos saltos ornamentais no Campeonato Mundial de Esportes Aquáticos de 2019 foi realizada entre os dias 16 de julho e 17 de julho, em Gwangju, na Coreia do Sul. 

## Calendário
Horário local (UTC+9). 
| Fase              | Data        | Hora  |
| ----------------- | ----------- | ----- |
| Rodada preliminar | 16 de julho | 10:00 |
| Semifinal         | 16 de julho | 15:30 |
| Final             | 17 de julho | 20:45 |

## Medalhistas
| Ouro            | Prata        | Bronze                |
| Chen Yuxi (CHN) | Lu Wei (CHN) | Delaney Schnell (USA) |

## Resultados
Esses foram os resultados da competição.
| Pos.              | Saltadora          | Nacionalidade  | Preliminar | Preliminar | Semifinal     | Semifinal     | Final         | Final         |
| Pos.              | Saltadora          | Nacionalidade  | Pontos     | Pos.       | Pontos        | Pos.          | Pontos        | Pos.          |
| ----------------- | ------------------ | -------------- | ---------- | ---------- | ------------- | ------------- | ------------- | ------------- |
| Medalha de ouro   | Chen Yuxi          | China          | 339.80     | 4          | 407.95        | 1             | 439.00        | 1             |
| Medalha de prata  | Lu Wei             | China          | 383.75     | 1          | 370.85        | 2             | 377.80        | 2             |
| Medalha de bronze | Delaney Schnell    | Estados Unidos | 305.75     | 10         | 317.35        | 8             | 364.20        | 3             |
| 4                 | Melissa Wu         | Austrália      | 343.70     | 3          | 322.50        | 6             | 360.20        | 4             |
| 5                 | Pandelela Rinong   | Malásia        | 303.70     | 12         | 312.70        | 9             | 349.25        | 5             |
| 6                 | Meaghan Benfeito   | Canadá         | 344.60     | 2          | 340.60        | 4             | 347.80        | 6             |
| 7                 | Caeli McKay        | Canadá         | 315.85     | 8          | 356.70        | 3             | 331.40        | 7             |
| 8                 | Noemi Batki        | Itália         | 321.10     | 6          | 328.60        | 5             | 328.90        | 8             |
| 9                 | Matsuri Arai       | Japão          | 304.75     | 11         | 312.45        | 10            | 321.45        | 9             |
| 10                | Celine van Duijn   | Países Baixos  | 301.50     | 13         | 309.55        | 11            | 309.40        | 10            |
| 11                | Amy Cozad          | Estados Unidos | 318.10     | 7          | 308.50        | 12            | 305.00        | 11            |
| 12                | Lois Toulson       | Reino Unido    | 311.90     | 9          | 319.60        | 7             | 303.60        | 12            |
| 13                | Alejandra Orozco   | México         | 281.35     | 17         | 303.90        | 13            | Não avançaram | Não avançaram |
| 14                | Christina Wassen   | Alemanha       | 298.80     | 14         | 298.90        | 14            | Não avançaram | Não avançaram |
| 15                | Robyn Birch        | Reino Unido    | 288.50     | 15         | 297.00        | 15            | Não avançaram | Não avançaram |
| 16                | Maria Kurjo        | Alemanha       | 285.45     | 16         | 295.55        | 16            | Não avançaram | Não avançaram |
| 17                | Rin Kaneto         | Japão          | 333.95     | 5          | 285.05        | 17            | Não avançaram | Não avançaram |
| 18                | Laura Hingston     | Austrália      | 281.00     | 18         | 283.70        | 18            | Não avançaram | Não avançaram |
| 19                | Antonia Pavel      | Roménia        | 273.90     | 19         | Não avançaram | Não avançaram | Não avançaram | Não avançaram |
| 20                | Freida Lim         | Singapura      | 270.30     | 20         | Não avançaram | Não avançaram | Não avançaram | Não avançaram |
| 21                | Anisley García     | Cuba           | 269.60     | 21         | Não avançaram | Não avançaram | Não avançaram | Não avançaram |
| 22                | Moon Na-yun        | Coreia do Sul  | 268.50     | 22         | Não avançaram | Não avançaram | Não avançaram | Não avançaram |
| 23                | Cho Eun-bi         | Coreia do Sul  | 263.45     | 23         | Não avançaram | Não avançaram | Não avançaram | Não avançaram |
| 24                | Maha Abdelsalam    | Egito          | 260.85     | 24         | Não avançaram | Não avançaram | Não avançaram | Não avançaram |
| 25                | Ellen Ek           | Suécia         | 256.20     | 25         | Não avançaram | Não avançaram | Não avançaram | Não avançaram |
| 26                | Alais Kalonji      | França         | 252.60     | 26         | Não avançaram | Não avançaram | Não avançaram | Não avançaram |
| 27                | Helle Tuxen        | Noruega        | 240.05     | 27         | Não avançaram | Não avançaram | Não avançaram | Não avançaram |
| 28                | Nicoleta Muscalu   | Roménia        | 239.65     | 28         | Não avançaram | Não avançaram | Não avançaram | Não avançaram |
| 29                | Tanya Watson       | Irlanda        | 237.00     | 29         | Não avançaram | Não avançaram | Não avançaram | Não avançaram |
| 30                | Anna Chuinyshena   | Rússia         | 235.30     | 30         | Não avançaram | Não avançaram | Não avançaram | Não avançaram |
| 31                | Yulia Timoshinina  | Rússia         | 233.25     | 31         | Não avançaram | Não avançaram | Não avançaram | Não avançaram |
| 32                | Gabriela Agúndez   | México         | 219.45     | 32         | Não avançaram | Não avançaram | Não avançaram | Não avançaram |
| 33                | Myra Lee           | Singapura      | 205.20     | 33         | Não avançaram | Não avançaram | Não avançaram | Não avançaram |
| 34                | Viviana Uribe      | Colômbia       | 201.90     | 34         | Não avançaram | Não avançaram | Não avançaram | Não avançaram |
| 35                | María Betancourt   | Venezuela      | 199.10     | 35         | Não avançaram | Não avançaram | Não avançaram | Não avançaram |
| 36                | Andressa Mendes    | Brasil         | 195.80     | 36         | Não avançaram | Não avançaram | Não avançaram | Não avançaram |
| 37                | Anne Tuxen         | Noruega        | 180.70     | 37         | Não avançaram | Não avançaram | Não avançaram | Não avançaram |
| 38                | Valentina Quintero | Colômbia       | 151.50     | 38         | Não avançaram | Não avançaram | Não avançaram | Não avançaram |